# Basibosz
Basibosz (macedónul: Башибос, törökül Bahçebosu) település Észak-Macedóniában, a Délkeleti körzetben, a Valandovói járásban.

## Népesség
| Lakosok száma | 200  | 246  | 164  | 194  | 262  | 269  | 201  | 170  | 110  |
|               | 1948 | 1953 | 1961 | 1971 | 1981 | 1991 | 1994 | 2002 | 2021 |

- 1994-ben 202 lakosa volt.
- 2002-ben 170 lakosa volt, akik közül 169 török, 1 egyéb.